# 地獄温泉
地獄温泉（じごくおんせん）は、熊本県阿蘇郡南阿蘇村河陽にある温泉。温泉名の由来は温泉の裏山に火山ガス噴出による草木の生えていない場所（いわゆる地獄地帯）が存在することによる。
阿蘇五岳の一峰、烏帽子岳の西南中腹、標高750mの山中に位置する 。

## 温泉概要
- 単純酸性硫黄泉（硫化水素型硫黄泉） [1]
- 泉温 - 60 - 100℃ [1]
- 効能 - 神経痛、病後回復、筋肉痛、関節痛、五十肩、打ち身、くじき、冷え症[1] ※いずれも効能はその効果を万人に保証するものではない

## 温泉街

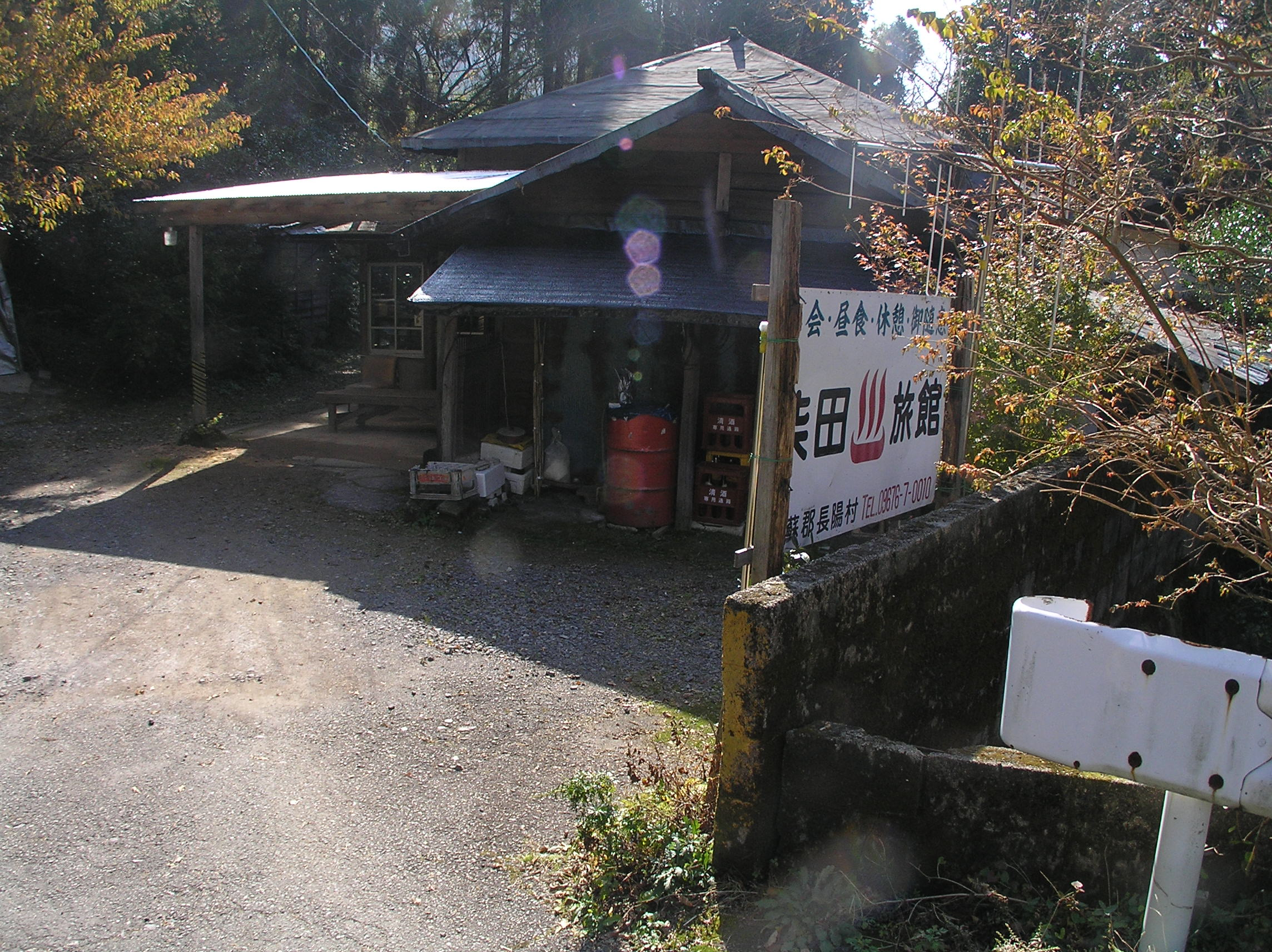
地獄温泉・柴田旅館(廃業)

現在は「青風荘」1軒のみから成り立っており、隣の垂玉温泉瀧日和もさほど離れていない場所に立地しているものの、源泉が異なるため別の温泉として扱われている。以前は国民宿舎「南阿蘇」も存在したが、2008年2月末に閉館した。また「柴田旅館」も存在したが2013年に閉館している。柴田旅館は内湯を持たず、すぐ向かいの清風荘の湯を使う形態の湯治宿であった。宿は山の中に孤立・散在している形となっていた。

### 清風荘の浴場
当温泉の現在唯一の旅館である「清風荘」（青風荘と表記される場合もある）は木造校舎を連想させる巨大な建物で多くの浴場があり、湯めぐりができる。源泉は裏山の地獄地帯から引湯しているが、露天風呂の「すずめの湯」だけは、湯船の底から源泉が足元湧出している。2016年の熊本地震で多くの建物が被災した。ここでは被災前と被災後の浴場を記す。
内湯
- 被災前
  - 元湯　男女別。いわゆる「大浴場」。素朴な造りであった。
  - 家族風呂　貸切浴場。小規模だが掛け流し。2つあったが震災後の改築によりなくなった。
- 被災後
  - たまごの湯　仇討ちの湯の跡地に建てられた「大浴場」。内湯と露天風呂を併設している。
  - 元の湯　旧元湯の浴槽に使われていた石を使用した大浴場。

露天風呂
- 被災前
  - 「すずめの湯」　屋根つき混浴露天風呂。にごり湯。当温泉を代表する浴場。ぬるめで長く入っていられる浴槽と熱めの浴槽がある。温泉は豊富なミネラル成分を含んでおり、特に底に沈殿している泥に美肌効果があるといわれている。なお、更衣室は男女別だが、その中にも同源泉の内湯があるので、混浴が難しい人は内湯が使える。被災前は、宿泊者に女性専用の時間帯が設けられていた。
  - 「新湯」　屋根つき男女別露天風呂　旅館の建物から一番遠い。以前は別源泉で湯の花が多かったが、現在は元湯などとほぼ同じ湯になった。元々は他の露天風呂と同様に自由に入浴できる浴場のひとつだったが、被災前までは宿泊者専用の有料貸切浴場となっていた。
  - 「仇討ちの湯」　女性専用露天風呂。男性専用の露天岩風呂を見下ろす様に作られていた。唯一、被災の影響を受けなかった。
  - 「露天岩風呂」　男性専用露天風呂。四季折々の景色を見ることができた。
- 被災後
  - 「すずめの湯」　前述通り。被災後は、湯浴み着着用が必須となる。

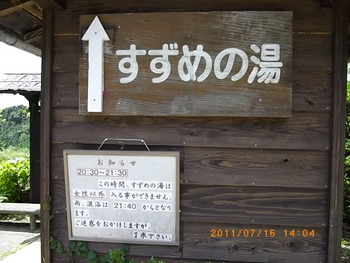
すずめの湯

地獄温泉、金龍(山)の滝

  - 「たまごの湯」　男女別。前述通り。

## 歴史
江戸時代は熊本細川藩の藩士しか入浴が許されていなかったという格式を誇る。また、入浴が許された藩士も帯刀を義務付けられるなど、数々の掟があった。清風荘の本館（旧館）玄関には当時の掟書（1808年執筆）が展示されている。
1998年の台風7号（奈良県の室生寺五重塔に大きな被害をもたらした台風）では、清風荘の本館（旧館）は目立った被害がなかったが、別館（新館）の屋根に大きな被害を受け、別館は翌年に改築された。
2002年のFIFAワールドカップ・日韓大会の際は、熊本市で大会前のキャンプを行っていたサッカーベルギー代表チーム一行が、当温泉に入浴した。
2016年の熊本地震では建物の崩壊などはなかったが、温泉に通じる国道325号阿蘇大橋が崩落し通行できなくなるなどしたため、宿泊者や関係者は自衛隊のヘリコプターで救出された。それ以来、旅館は閉鎖された。その後同年6月に大規模な土砂災害が発生し、殆どの建物に被害が出た。建物は本館の玄関部分以外は全面的に改築・改装し、2019年4月にすずめの湯が日帰り温泉として再開する。その後、2020年4月を目処に再開予定だったが、新型コロナウイルスの影響で延期。同年9月18日に、宿泊も再開した。

### 湯治場
明治以降、一般庶民に開放された地獄温泉は、庶民の湯治場として発展する。現在でも清風荘には、一般旅館部とは別に安価で素泊まり宿泊できる自炊設備を完備した簡素な部屋が存在する。近年までは旅館敷地内に湯治客のための食品や日用品を販売する売店が営業を続けていたが、経営者の高齢化により廃業してしまい、自動販売機コーナーになってしまった。また、テレビ等で紹介されたこともあり、一般観光客が増加して一般客室を増やすために、湯治客用の部屋は減った。熊本地震でほぼ全面的に改築することになったが、湯治部は「曲水舎」の一角として存続している。

## アクセス
- 南阿蘇鉄道高森線長陽駅より予約制の宿泊者専用無料送迎バスもしくはタクシーで約15分。
- 同線阿蘇下田城駅から乗合タクシー（要予約：400円/人）で約15分。(※現在休止中)
  - 路線バスは2011年に廃止された。
- 九州自動車道熊本インターチェンジより30km。